# 採卵
採卵（さいらん）とは、その育成を目的として、動物体内の卵を人工的にとりだすことである。また栽培漁業における魚卵の採取および人工授精させる卵の採取など生命工学に関しても用いられる言葉であるが、本稿では不妊症治療で行う体外受精・顕微受精の際卵子を母体から取り出す作業について説明する。

## 工程

### 使用器具
主に、超音波装置と針を用いる。

### 薬の服用
採卵は、月経3日目から点鼻薬・注射などを利用し、複数の卵子を排卵する。それには、36時間前に採卵誘発剤を服用することも必要。

### 採卵
超音波装置で、子宮内から、卵管、卵巣の状態を写し取る。卵巣にある卵胞の中に針を注入し卵子を採取する。それから数時間培養後、体外受精または顕微授精を行う。